# Karl Heinz Brokerhoff
Karl Heinrich Brokerhoff (* 8. März 1922 in Angermund; † 11. Mai 2018) war ein deutscher Erzieher und Autor.
Nach Studium der Philosophie und Germanistik sowie zehnjähriger Lehrtätigkeit, zuletzt als Oberstudienrat am Düsseldorfer Humboldt-Gymnasium, und aufgrund mehrerer Fachveröffentlichungen wurde Bischof Franz Hengsbach auf ihn aufmerksam. Brokerhoff entwickelte daraufhin für das Bistum Essen in einer typischen Arbeitergegend im Essener Norden Nordrhein-Westfalens erstes Tagesheim-Gymnasium. Das Gymnasium am Stoppenberg in Essen-Stoppenberg gehört zu einem Schulkomplex, bestehend aus einer Haupt-, einer Realschule und dem Gymnasium, das im Mai 1972 seiner Bestimmung übergeben wurde. Bis der Schulkomplex fertiggestellt war, gab es seit 1966 einige Jahrgänge, die in ehemaligen Reichsarbeitsdienst-Baracken, den sogenannten Schulpavillons, unterrichtet werden mussten; schon vor der offiziellen Einweihung erfolgte zum Beginn des Schuljahres 1969/70 der Umzug in die neuen Gebäude. Schulträger war von Anfang an das Bistum Essen.
Intention dieser kirchlichen Maßnahme war, den damals noch Arbeiterkinder genannten Kindern aus sozial benachteiligen Bevölkerungsschichten in der Schuldiaspora Bildungschancen zu bieten. Die Westdeutsche Allgemeine Zeitung titelte damals: „Die ‚Millieusperre‘ ist durchbrochen“. Die Form der Ganztagsbetreuung sollte neben der mittäglichen Verköstigungsmöglichkeit auch eine bessere schulische Betreuung gewährleisten. Brokerhoff wurde dort erster Schulleiter und arbeitete nach Pestalozzis Leitwort „Kopf, Herz, Hand“.
Schon während dieser Zeit widmete sich Brokerhoff der Literatur. Bis zu seinem Tod galt er als einer der Ersten, die sich literarisch mit der DDR-Literatur befassten. Er schrieb dazu ab den frühen 1970er Jahren mehrere Werke. Auch andere Gattungen gehören zu seinem Œuevre, so unter anderem eine Ruhrgebietsreportage, ein Buch gesellschaftskritischer Prosa sowie heimatgeschichtliche Berichte. Auch gründete er in seiner Heimat-Titularstadt Angermund, die seit 1974 als Ortsteil zu Düsseldorf gehört, die „Arbeitsgemeinschaft Literatur“.

## Belege
1. ↑  Erster Schulleiter des Gymnasiums „Am Stoppenberg“ verstorben, abgerufen am 22. Mai 2018

| Personendaten    | Personendaten                                  |
| ---------------- | ---------------------------------------------- |
| NAME             | Brokerhoff, Karl Heinz                         |
| ALTERNATIVNAMEN  | Brokerhoff, Karl Heinrich (vollständiger Name) |
| KURZBESCHREIBUNG | deutscher Autor und Pädagoge                   |
| GEBURTSDATUM     | 8. März 1922                                   |
| GEBURTSORT       | Angermund                                      |
| STERBEDATUM      | 11. Mai 2018                                   |